# Boće (Brčko)
Pour les articles homonymes, voir Boće.
Boće (en serbe cyrillique : Боће) est un village de Bosnie-Herzégovine. Il est situé dans le district de Brčko. Selon les premiers résultats du recensement de 2013, il compte 1 366 habitants.

## Géographie
Le village est situé sur les bords de la rivière Zovičica.

## Démographie

### Évolution historique de la population dans la localité
| 1948 | 1953 | 1961 | 1971  | 1981  | 1991  | 2013  |
| ---- | ---- | ---- | ----- | ----- | ----- | ----- |
| -    | -    | 944  | 1 182 | 1 361 | 1 253 | 1 366 |

|  |